# Rondoniense Social Clube
El Rondoniense Social Clube es un equipo de fútbol de Brasil que juega en el Campeonato Rondoniense, la primera división del estado de Rondonia.

## Historia
Fue fundado el 1 de marzo de 2010 en el municipio de Porto Velho, capital de estado de Rondonia por Antônio Tadeu de Oliveira como un instituto de proyecto social con el objetivo de utilizar el deporte para promocionar la inclusión y la integración social en la crianza de adolescentes. Los colores del club son los mismos de la bandera de Rondonia y es el único equipo del estado de Rondonia en contar con sus propias instalaciones deportivas y de entrenamiento.
En sus primeros años de existencia transformaron la vida de al menos 2000 jóvenes del estado, y más de 40 llegaron a jugar en los equipos importantes de los diversos estados de Brasil como Gabriel Vasconcelos, quien llegó a jugar en el SC Corinthians Paulista. Deportivamente el club ha logrado varios avances sobre todo en categorías inferiores, y en 2016 se vuelve un equipo profesional, afiliándose a la federación estatal.
En su primer año en el Campeonato Rondoniense logra ganar el título estatal al vencer en la final al Genus y que ganó de manera invicta, logrando así la clasificación al Campeonato Brasileño de Serie D de ese año y a la Copa de Brasil de 2017, sus primeras participaciones en torneos de escala nacional.
En la cuarta división nacional es eliminado en la primera ronda al terminar en tercer lugar de su zona solo superando al Rio Branco Football Club del estado de Acre, quedando a dos puntos de la clasificación a la siguiente ronda, finalizando en el lugar 46 entre 68 equipos. En 2017 participa por primera vez en la Copa de Brasil, donde es eliminado en la primera ronda por el Cuiabá Esporte Clube del estado de Mato Grosso, mientras que en el torneo estatal ni siquiera alcanzó a superar la primera ronda y terminó en séptimo lugar.

## Uniformes Anteriores
| Local 2018 | Visita 2018 | Local 2017   | Visita 2017 | Tercero 2017 |
| Local 2016 | Visita 2016 | Tercero 2016 |             |              |

## Palmarés
- Campeonato Rondoniense: 1

2016

## Jugadores

### Jugadores destacados
- Gabriel Vasconcelos
- Marco Aurélio